# Tipula (Pterelachisus) hollandi
Tipula (Pterelachisus) hollandi is een tweevleugelige uit de familie langpootmuggen (Tipulidae). De soort komt voor in het Nearctisch gebied.